# Tolima
Tolima (phát âm tiếng Tây Ban Nha: [toˈlima]) là một trong 32 tỉnh của Colombia, tọa lạc ở khu vực Andes, miền trung tây của đất nước. Tỉnh giáp với Caldas ở phía tây bắc; Cundinamarca phía đông; Huila phía nam; Cauca, Valle del Cauca, Quindío và Risaralda ở phía tây. Tolima có diện tích 23.562 km², và thủ phủ là Ibagué. Tỉnh Tolima được tạo lập năm 1861 từ một phần của Cundinamarca.

## Các đô thị của Tolima
| - Alpujarra - Alvarado - Ambalema - Anzoátegui - Armero - Ataco - Cajamarca - Carmen de Apicalá - Casabianca - Chaparral - Coello - Coyaima - Cunday - Dolores - Espinal - Falan | Gemeenten van Tolima | - Flandes - Fresno - Guamo - Herveo - Honda - Ibagué - Icononzo - Lérida - Líbano - Mariquita - Melgar - Murrilo - Natagaima - Ortega - Palocabildo - Piedras | - Planadas - Prado - Purificación - Rioblanco - Roncesvalles - Rovira - Saldaña - San Antonio - San Luis - Santa Isabel - Suárez - Valle de San Juan - Venadillo - Villahermosa - Villarrica |